# Shelter - Identità paranormali
Shelter - Identità paranormali (Shelter) è un film del 2010 diretto da Måns Mårlind e Björn Stein.

## Trama
La psichiatra forense Cara Harding ha appena risolto un caso di omicidio particolarmente efferato. La donna ha una figlia, che negli orari di lavoro lascia in custodia al fratello, e un padre, che un giorno le presenta il caso di un ragazzo trovato a vagabondare per le strade su una sedia a rotelle. In un primo momento Cara è riluttante, ma esamina ugualmente il giovane, trovandolo stralunato ma del tutto normale. Questo finché il dottor Harding non chiede al ragazzo, David, di passargli Adam. Immediatamente la psichiatra si accorge di avere a che fare con una persona completamente diversa, in grado di camminare, e non così impaurita come David. Cara, dopo aver svolto alcune ricerche, scopre che in realtà David non è una personalità fittizia, ma l'identità di un ragazzo realmente esistito e morto venticinque anni prima per mano di una setta satanica. La psichiatra arriva quindi alla conclusione che Adam, bambino di 6 anni al tempo della morte di David si sia rifugiato nella vita di un altro che apparentemente fosse messo peggio di lui, ma che comunque per attuare questo passaggio fosse comunque cosciente. Di conseguenza tenta di nuovo di dimostrare la sua teoria.
La stessa cosa succede con un cantante di un gruppo heavy metal, morto presumibilmente suicida la cui personalità viene fuori all'improvviso in un bosco, e il cui nome è Wes. Cara cerca in tutti i modi di guarire Adam, ma l'uomo sembra peggiorare giorno per giorno. 
Quello che scopre però è che tutte le personalità hanno interesse per la sua fede in Dio. Questo nesso la porta ad indagare su varie leggende, tra cui una suggeritale dalla madre del povero David, che parla di un paesino sperduto sulle montagne. Secondo la storia del villaggio, durante gli anni dell'influenza spagnola il Reverendo aveva convinto tutti i membri della comunità a rinnegare le cure della sciamana, e ad affidarsi solo alla grazia di Dio, dando come esempio le sue due figlie. Ma il reverendo aveva un segreto: egli aveva ceduto alla scienza e aveva fatto vaccinare le due ragazze, cosicché porto tutto il villaggio alla morte. I pochi superstiti si allearono con la "vecchia", uccisero la famiglia del prelato e lanciarono una maledizione su di lui, privandolo della sua anima, e condannandolo ad inghiottire quelle dei futuri peccatori.
Cara, dopo aver visto in un filmato dell'epoca il volto del reverendo, del tutto identico al presunto Adam, capisce così che la sua famiglia è in pericolo. In più, ritrova il corpo del vero Adam, rendendo l'uomo ricercato dalla polizia. Il reverendo parte all'inseguimento della bambina di Cara, dopo aver ucciso il dottor Harding, in fuga con lo zio e la madre, che tentano di portarla dalla sciamana, la quale però afferma che una volta cominciato il processo non può essere fermato.
La psichiatra continua la fuga, ma una volta arrivati nella radura della leggenda dopo una breve lotta perde i sensi, e in quei pochi secondi il reverendo prende l'anima della bambina. Quando Cara si risveglia cerca di sfruttare la nuova identità a suo vantaggio, finché non conficca nella gola dell'uomo una radice che spunta dal terreno. La bimba sembra morta, ma una folata di vento la fa respirare di nuovo, anche se comincia a canticchiare la canzoncina che cantava sempre David quando era spaventato.

## Produzione
Il film è stato girato interamente a Pittsburgh, Pennsylvania, nel marzo del 2008.

## Distribuzione
Il primo paese a distribuire il film nelle sale cinematografiche è stato il Giappone in data 27 marzo 2010, successivamente è stato distribuito in Irlanda e nel Regno Unito il 9 aprile dello stesso anno. Il film è uscito in Italia il 25 febbraio 2011.